# Media access unit
Un Media Access Unit (MAU), noto anche come Multistation Access Unit (MAU o MSAU), è un dispositivo utilizzato per collegare più stazioni di una rete con topologia ad anello (ad esempio, una rete token ring a standard IEEE 802.5) in maniera tale da formare una rete con topologia a stella.

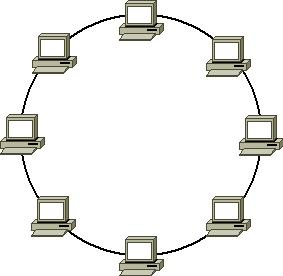
Rappresentazione di una rete con topologia ad anello (senza MAU)

È un dispositivo multi-porta, cablato internamente in modo tale da collegare le stazioni in un "anello logico" e fornire il controllo centralizzato delle connessioni di rete. I segnali che arrivano alle porte di tale dispositivo passano da una stazione all'altra come in una normale rete con topologia ad anello. Inoltre, dispone di relé che si disattivano qualora una o più stazioni, collegate ad esso, si interrompano. In tal modo, tutte le altre stazioni attive possono continuare ad usufruire dei servizi di rete.
È, generalmente, un dispositivo passivo e non amministrabile.
I MAU amministrabili, invece, prendono il nome di Controlled Access Unit (CAU).

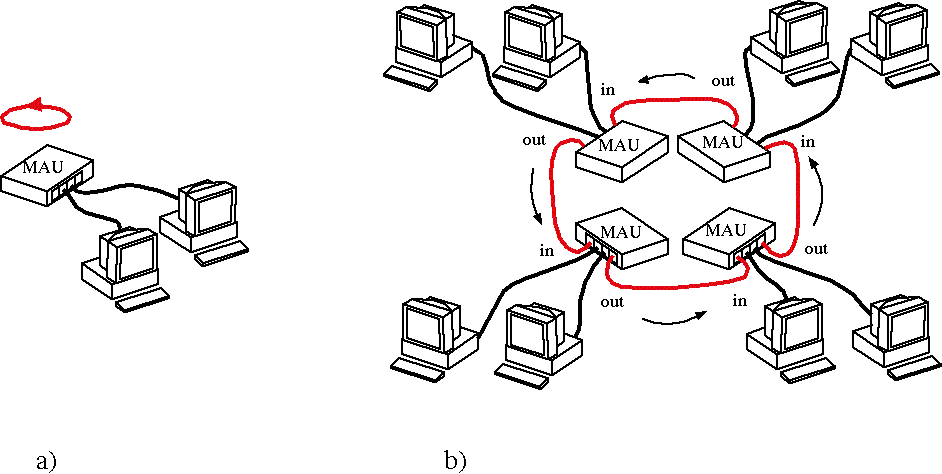
Rappresentazione di due reti con topologia ad anello (con MAU)

Tale dispositivo era ampiamente impiegato nelle reti, a standard IBM, denominate reti token ring passive, intorno al 1997. Solo dopo, l'apparecchiatura venne sostituita dagli switch.

## Vantaggi e svantaggi

### Alimentazione

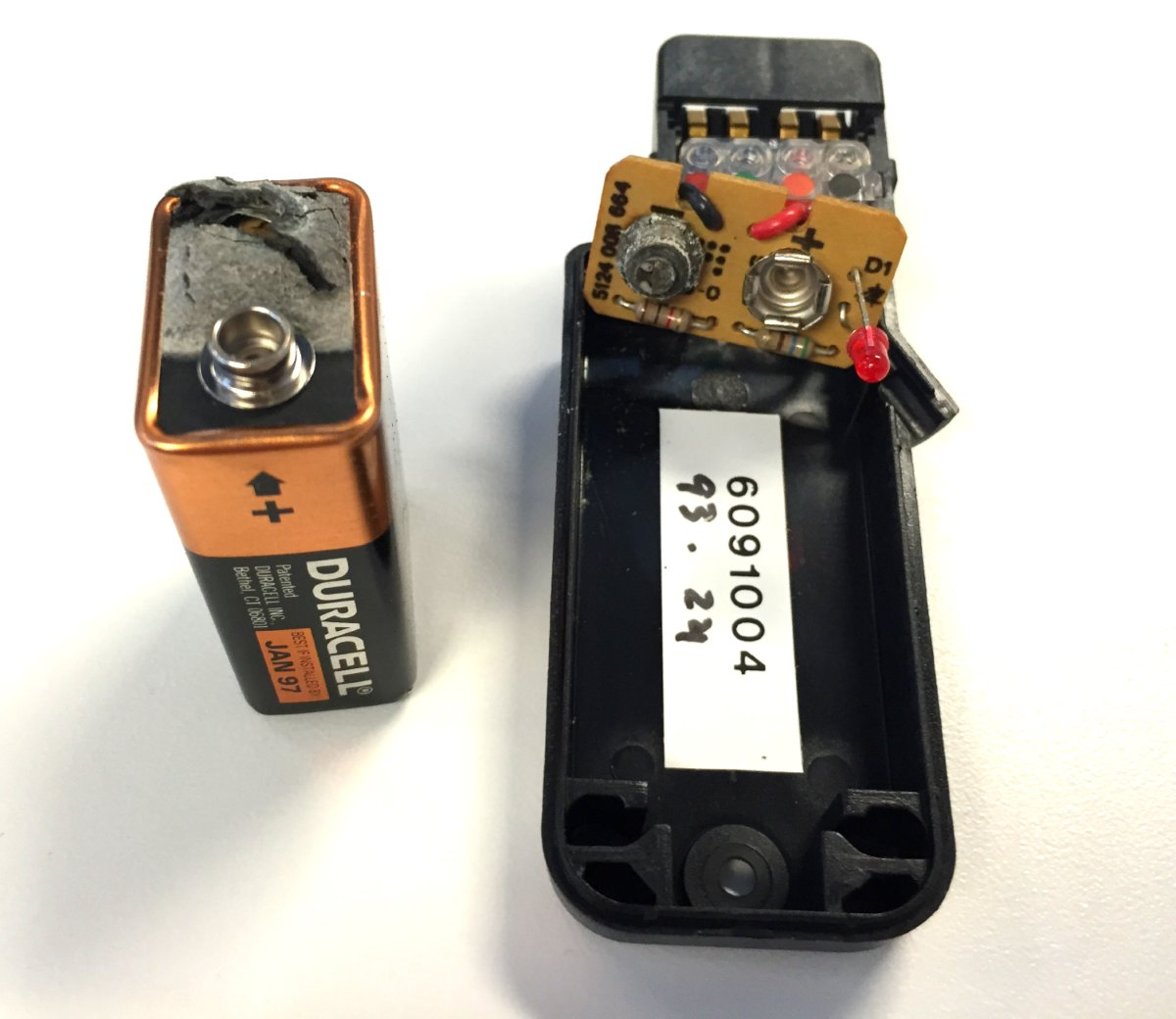
Il Setup Aid dell'IBM 8228

La maggior parte dei MAU, prodotti dalla IBM, funzionano senza il bisogno di alimentazione. Infatti, i relé all'interno dell'apparecchiatura riescono ad alimentarsi, ricavando la tensione necessaria al loro corretto funzionamento dai segnali di dati che vengono passati da una stazione all'altra. Questo è anche uno dei motivi per il quale i relé interrompono le porte alle quali sono connesse delle stazioni malfunzionanti o disattive. L'IBM 8228 richiede uno speciale strumento denominato "Setup Aid" per riallineare i relé dopo che una stazione venga rimossa o spostata: questo, infatti, potrebbe indurre i relé a trovarsi in degli stati di commutazione non corretti. Attraverso una batteria da 9V (contenuta nel Setup Aid), vengono inviate delle cariche ai relé che consentono a questi ultimi di "scattare" nel corretto stato e riallinearsi.
Uno dei vantaggi più importanti dell'avere un MAU è che, essendo dei dispositivi operanti senza il bisogno di alimentazione, possono essere utilizzati nelle zone prive di prese di corrente. Lo svantaggio principale è il riallineamento dei relé.

### Larghezza di banda
I MAU possono essere impiegati in delle reti di grandi dimensioni (con una circonferenza dell'anello pari a qualche chilometro). Il problema principale è che la larghezza di banda viene utilizzata da tutte le stazioni operanti nella rete ed è per questo che, nel caso di reti medio-grandi, si è preferito sostituire questo tipo di tecnologia con le reti commutate a banda larga.

## Cavi impiegati

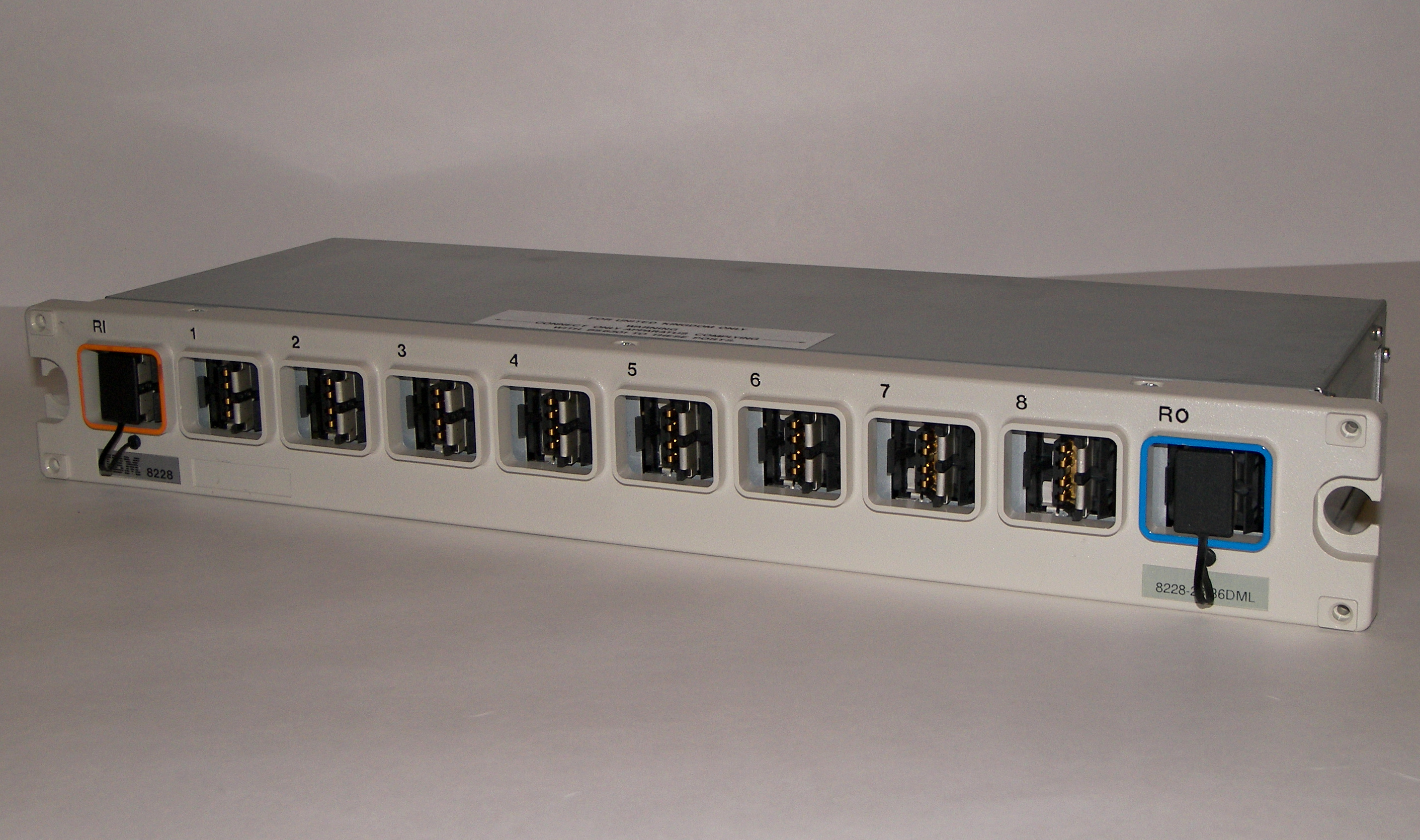
Il MAU 8228

Nelle reti Ethernet impieganti cavi di tipo coassiale (come, ad esempio, quelle a standard 10Base2 o 10Base5), i MAU possono utilizzare un singolo cavo per entrambi i versi di comunicazione (trasmissione e ricezione).
Nelle reti Ethernet impieganti cavi a coppie intrecciate (come, ad esempio, le reti a standard 10BaseT, le quali utilizzano cavi UTP), i MAU utilizzano due coppie distinte di cavi (una per trasmettere e l'altra per ricevere). 

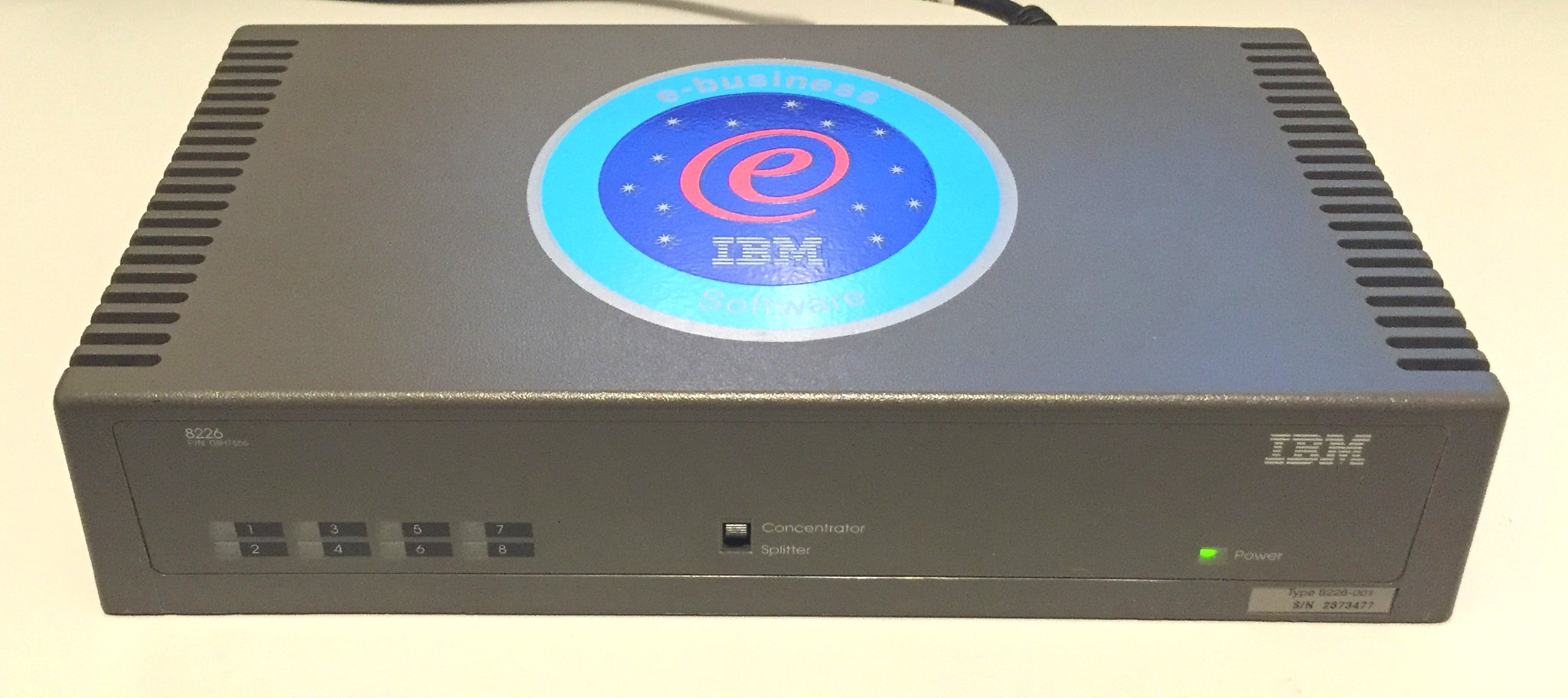
Il MAU 8226

Inoltre, particolari modelli di MAU (come il MAU 8216 Plus della Andrew Corporation) possono avere fino a 16 possibili stazioni collegate ad esso. I cavi che collegano le singole stazioni alle porte del MAU vengono denominati "lobi" e non devono avere una lunghezza superiore ai 100 metri.

### Patch cord e loopback cable
Oltre alle porte riservate alle singole stazioni, vi sono anche delle porte riservate al collegamento ad altri MAU che possono servire, ad esempio, per ampliare la rete. Tali porte sono denominate "RI" (Ring IN) ed "RO" (Ring OUT). I cavi utilizzati per collegare insieme più MAU sono chiamati patch cord. Quando, invece, si impiega un solo MAU all'interno di una rete, le porte Ring IN e Ring OUT vengono collegate insieme da un cavo denominato cavo di loopback.

### Backup path

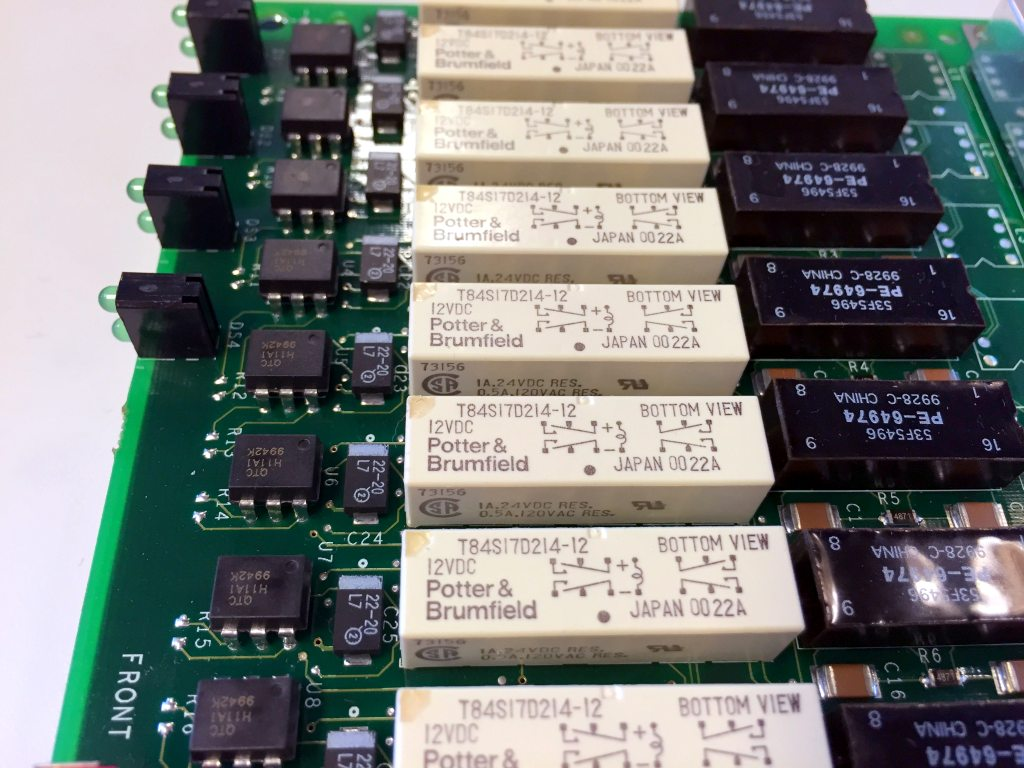
Circuito interno del MAU 8226, all'interno del quale è possibile notare i relé

Quando vengono impiegate due coppie distinte di cavi, alcuni MAU ne utilizzano una come "Backup path", ovvero impiegandola come percorso di sicurezza qualora su una coppia si riscontrassero dei problemi con la ricetrasmissione dei segnali. Solitamente, questo viene utilizzato nelle porte che collegano diversi MAU per evitare che, in una rete di grandi dimensioni, si corra il rischio di interruzione su alcune coppie di cavi.